# Marenzelleria wireni
Marenzelleria wireni är en ringmaskart som beskrevs av Augener 1913. Marenzelleria wireni ingår i släktet Marenzelleria och familjen Spionidae. Arten har ej påträffats i Sverige. Inga underarter finns listade i Catalogue of Life.